# Otto Nikolaus Witt

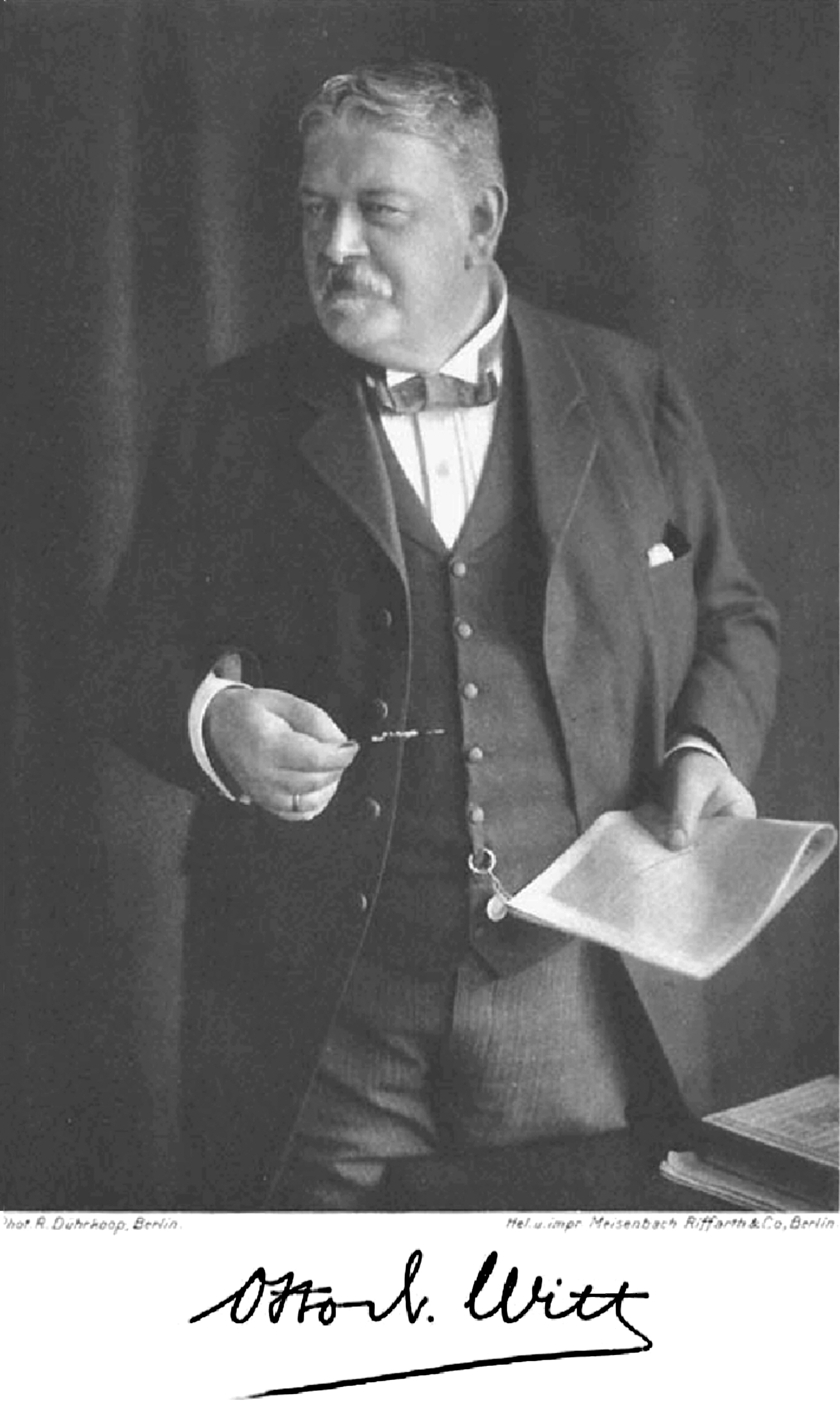
Otto Nikolaus Witt (ca. 1905)

Otto Nikolaus Witt (Russisch: Отто Николаус Витт) (Sint-Petersburg, 31 maart 1853 - Charlottenburg, (nabij Berlijn), 23 maart 1915) was een Russisch chemicus. Hij was de zoon van de gerussificeerde Duitser I.N. Witt.
Witt werd bekend door het opstellen van een theorie voor kleurstoffen en zijn ontdekking van de diazokleurstof chrysoidine in samenwerking met Heinrich Caro.